# A’ venit băieții!!!
A’ venit băieții!!! este al treilea album al formației M.S., al cărei lider este bateristul Doru Istudor. Acest material discografic aduce câteva schimbări față de realizările anterioare ale trupei. În primul rând, componența este diferită, cu un membru nou – basistul Cornel Marin, fost coleg cu Sandu Costică și Dan Hîmpă în grupul Transilvania. Acesta semnează muzica discului, împreună cu Doru Istudor. În al doilea rând, alături de elementele heavy metal „old school” specifice pentru M.S., apar influențe noi precum alternativ sau funk, ce îmbogățesc sound-ul celor 12 piese. A’ venit băieții!!! marchează revenirea formației la versuri în limba română, temele abordate fiind în nota obișnuită M.S.: războiul, armata, critica și ironia la adresa societății, plus o dedicație cosmonautului român Dumitru Prunariu – „Călătorul prin spațiu”. Albumul a fost lansat la data de 3 noiembrie 2010, sub egida XLR Recording Studio. Ca și în cazul celorlalte materiale ale formației M.S., producător este Doru Istudor.

## Piese
1. 1, 2, 3
2. Drept în ochi
3. Călătorul prin spațiu
4. Reduta
5. Îngălarea
6. Septembrie
7. Germinal
8. Țara de vis
9. Praf
10. Primar în Voluntari
11. Trei să-l vadă
12. Spre cer
13. Călătorul prin spațiu (versiune radio)

Muzică și versuri: Doru Istudor (1, 2, 3, 5, 11, 12, 13); Cornel Marin (4, 6, 7, 8, 9, 10)

## Personal
- Sandu Costică „Damigeană” – vocal (1-13)
- Dan Hîmpă – chitară solo (1, 3, 4, 6, 7, 8, 9, 10, 11, 13), chitară armonie (1-13)
- George Pătrănoiu – chitară solo (2, 5, 12)
- Cornel Marin – bas, voce adițională
- Doru Istudor „M.S.” – baterie (1-13), voce adițională (11)
- Liviu Elekes – voce adițională (3, 13), clape, efecte digitale
- Alina Chinie – voce adițională (3, 13)

Înregistrări muzicale și mixaje: Liviu Elekes și Doru Istudor (XLR Recording Studio, București)

Masterizare: Liviu Elekes

Tehnician: Claudiu Boniș

Grafică: Cornel Marin

Fotografie: Dan Samoilă (Red Carpet Studio)

Producător: Doru Istudor.